# Harpoon
Harpoon je protubrodski projektil kojeg je razvila i proizvela američka tvrtka McDonnell Douglas (danas Boeing Defense, Space & Security). Od 1977. do 2004. McDonnell Douglas je isporučio 7.000 ovih raketnih sustava čija je karakteristika da se mogu koristiti u svim vremenskim uvjetima. Projektil za navođenje koristi aktivni radar.
Platforme koje se mogu koristiti za lansiranje ovog projektila mogu biti:
- krilo vojnog zrakoplova (AGM-84 bez pokretanja na čvrsto gorivo),
- ratni brodovi (RGM-84 pokretan na kruto gorivo čiji se spremnik odvaja od projektila kada se isprazni kako bi se omogućilo da raketa zadrži turbomlazni let),
- podmornice (UGM-84 pokretan na kruto gorivo te opremljen kako bi ga se moglo lansirati s torpedne cijevi),
- obalne obrambene baterije (projektil pokretan na kruto gorivo).

Raketa se može usporediti s francuskim projektilom Exocet, švedskim RBS-15, ruskim Kh-35, kineskim C-802 te britanskim projektilom Sea Eagle.

## Razvoj
AGM-84 Harpoon je prvi puta predstavljen 1977. godine nakon što je 1967. egipatska raketna topovnjača potopila izraelski razarač Eilat sa sovjetskim protubrodskim projektilom P-15 Termit. Harpoon je u početku razvijan kao avionski projektil kojeg bi američka ratna mornarica koristila na svojim ophodnim zrakoplovima P-3 Orion ali je prilagođen i za uporabu B-52 Stratofortressa pri USAF-u. B-52 je mogao nositi 12 takvih projektila. Ove rakete su kupovali mnogi američki saveznici tijekom hladnog rata, posebice članice NATO pakta.
Harpoon je prilagođen kako bi ga mogao prenositi američki lovac F-16 Fighting Falcon za potrebe njegovih korisnika u SAD-u, Singapuru, Južnoj Koreji, Tajvanu i UAE-u. Također, projektil koriste i zrakoplovi američke ratne mornarice, i to: P-3 Orion, A-6 Intruder, S-3 Viking, AV-8B Harrier II te F/A-18 Hornet.
U Kraljevskim australskim zračnim snagama Harpoon je prilagođen za uporabu na zrakoplovima F/A-18F Super Hornet, F/A-18A/B Hornet i Lockheed AP-3C Orion a prije i na avionu General Dynamics F-111C koji je sada povučen iz uporabe. Kraljevska australska ratna mornarica koristi Harpoon kao glavni borbeni projektil na svojim brodovima i podmornicama klase Collins.
Britanska kraljevska mornarica koristi Harpoon na nekoliko tipova svojih brodova a Kraljevske zračne snage na ophodnim avionima Hawker Siddeley Nimrod.
Kanadska mornarica koristi vlastite Harpoon projektile na fregatama klase Halifax. Singapurske zračne snage su na pet modificiranih aviona Fokker 50 namijenjenih pomorskoj ophodnji instalirale senzore potrebne za ispaljivanje Harpoon projektila. Pakistanska mornarica koristi vlastite protubrodske projektile na fregatama i P-3 Orion avionima dok ih turska mornarica koristi na ratnim brodovima i podmornicama klase Type 209.
Najmanje 339 projektila Harpoon je prodano Tajvanu za potrebe njihove zračne flote lovac F-16 A/B kao i za tajvansku mornaricu koja ih koristi na četiri razarača i šestnaest raketnih fregata (uključujući osam fregata klase Knox koje je koristila američka ratna mornarica). Također, Harpoon je montiran i na osam lokalno proizvedenih kopija fregata iz klase Oliver Hazard Perry. Osim ratnih brodova, Tajvan je svoje Harpoon projektile postavio i u vlastite podmornice te avione P-3 Orion.
Projektili iz Block 1 su u SAD-u označeni kao AGM/RGM/UGM-84A a u Velikoj Britaniji kao UGM-84B. Također, tu su i projektili iz Block 1B (AGM/RGM/UGM-84C) i Block 1C (AGM/RGM/UGM-84D).

## Inačice

### Harpoon Block 1D
Ova inačica ima veći spremnik goriva te bolje mogućnosti napada ali nije prozvedena u velikim količinama. Domet projektila je 278 km dok su rakete iz proizvodne serije Block 1D označene kao RGM/AGM-84F.

### SLAM ATA (Block 1G)
Inačica s boljim jurišnim sposobnostima te mogućnošću vizualne usporedbe sličnoj kao i kod krstarećih raketa Tomahawk. Tako raketa može usporediti sliku mete kojoj se približava s onom koja je pohranjena u računalnom terminalu. Cijena projektila iznosi 3 milijuna USD.

### Harpoon Block I J
Riječ je o budućoj i mogućoj nadogradnji postojećih Harpoon projektila koji se može koristiti za kopnene i pomorske ciljeve.

### Harpoon Block II
Ovaj model se proizvodio u Boeingovom proizvodnom pogonu u Missouriju te ima poboljšanu otpornost na elektroničke protumjere i bolje ciljanje. Ova inačica je u početku zamišljena kao raketa za pomorsku borbu na oceanu. Među ostala poboljšanja koja su uvedena u Harpoon Block II tu su novi softver i računalo te ugradnja GPS sustava, antene i prijemnika.
Projektili Harpoon Block 2 su označeni kao AGM/RGM/UGM-84L a domet im iznosi 278 km.
Iako je prvotno bio namijenjen te se testirao na brodovima američke ratne mornarice, Block II koristi i 28 stranih ratnih mornarica. Tako je Indija kupila 24 Harpoon Block II za naoružanje vlastitih pomorskih lovaca SEPECAT Jaguar a vrijednost cijelog posla je iznosila 170 milijuna USD. Američka Agencija za obrambenu sigurnost je u prosincu 2010. obavijestila američki Kongres o prodajnom paketu namijenjenom Indiji a koji uključuje 21 Harpoon Block II projektil, opremu, rezervne dijelove i logističku podršku. Vrijednost cijelog projekta iznosi 200 milijuna USD a indijska Vlada namjerava koristiti te rakete za naoružavanje zrakoplova pomorske ophodne P-8I Neptune.

### Harpoon Block III
Harpoon Block III je namijenjen kao paket nadogradnje za postojeće USN Block 1C projektile i sustav lansiranja za navođene projektile na krstaricama, razaračima te borbenim zrakoplovima F/A-18E/F Super Hornet. Sama američka ratna mornarica je otkazala kupnju Harpoon Block III programa nadogradnje. Međutim, to otkazivanje ne isključuje mogućnost nadogradnje Harpoon projektila i lansirnog sučelja u budućnosti.

## Povijest korištenja
- u studenom 1980. iranski ratni brodovi su tijekom Operacije Morvarid napali i potopili dva iračka raketna čamca klase Osa. Jedno od oružja koje je iranska mornarica koristila u napadu su bile Harpoon rakete.
- 1981. i 1982. je došlo do slučajnog lansiranja Harpoon projektila. Jednog je lansirala američka mornarica 1981. a drugog fregata iz danske kraljevske mornarice 6. rujna 1982. Danski projektil je sletio na područje Lumsås te je kasnije u zemlji bio poznat kao "hovsa-projektil" (dan. Hovsa; hrv. Ups).
- 1986. američka mornarica je potopila najmanje dva libijska ophodna broda tijekom incidenta u zaljevu Sidra. Dva projektila su lansirana s američkog broda USS Yorktown bez potvrđenih rezultata dok su ih još nekoliko ispalili avioni A-6 Intruder koji su potvrdili da su rakete pogodile ciljeve.[4][5] Prvotna izvješća su pokazala da je USS Yorktown s projektilima pogodio libijski ophodni čamac dok su prema kasnijim izvješćima američki brodovi pogodili lažne mete dok je za potonuće zaslužno mornaričko zrakoplovstvo.
- 1988. Harpoon rakete su korištene u potapanju iranske fregate Sahand tijekom Operacije Bogomoljka. Isti projektili su ispaljeni na raketni čamac klase Sina ali bez uspjeha jer je brod većim dijelom potonuo nakon što je pogođen raketama RIM-66 Standard. S druge strane, iranska mornarica je vlastite Harpoon projektile ispalila na američku krstaricu USS Wainwright.
- u prosincu 1988. američki pilot mornaričkog lovca F/A-18 Hornet je ispalio Harpoon[6] tijekom vojne vježbe na Pacifiku, u blizini Havaja. Projektil je udario u indijski trgovački brod Jagvivek te je usmrtio jednog mornara. Prije početka vojne vježbe, izdano je upozorenje o opasnosti za pomorce ali je indijski brod zalutao u raketno područje. Srećom za posadu Jagviveka, projektil je imao inertnu bojnu glavu.
- u lipnju 2009. američke novine su na temelju izjave neimenovanih dužnosnika iz administracije predsjednika Baracka Obame i američkog Kongresa objavile kako su američke vlasti optužile Pakistan da ilegalno modificira neke starije Harpoon projektile kako bi mogli gađati kopnene ciljeve. U isto vrijeme pakistanski dužnosnici su to poricali te tvrdili da američke vlasti misle na nove projektile pakistanske proizvodnje. Robert Hewson, urednik Jane's Air Launched Weapons je izjavio da Harpoon nije prikladan za napad kopnenih ciljeva zbog nedostataka u dometu. Također, rekao je da je Pakistan naoružan sa sofisticiranijim raketama pakistanskog ili kineskog podrijetla. Zbog toga nije potreban reverzni inženjering starih američkih raketa. Prema njegovim tvrdnjama, Pakistan razvija konvencionalne rakete koje se mogu lansirati s kopna ili iz zraka kako bi se suprotstavio raketnom arsenalu Indije.[7][8][9] Kasnijim dogovorom pakistanske i američke administracije dogovoreno je da američki dužnosnici imaju pravo na uvid Harpoon raketa u pakistanskom vlasništvu[10][11] čime je problem riješen.[12]

## Korisnici

### Postojeći korisnici
- SAD: USAF i američka ratna mornarica (primarni korisnici).
- Australija: Kraljevske australske zračne snage i Kraljevska australska mornarica.
- Brazil: brazilske zračne snage.
- Čile: čileanske zračne snage i čileanska ratna mornarica.
- Danska: Kraljevska danska mornarica.
- Grčka: grčka ratna mornarica.
- Indija: indijske zračne snage.
- Indonezija: TNI-AU - Harpoon je isporučen zajedno s drugim modernim projektilima te F-16 lovcima koje je zemlja naručila.
- Izrael: izraelske zračne snage i izraelska ratna mornarica.
- Japan: japanske mornaričke obrambene snage.
- Južna Koreja: korejske zračne snage i korejska ratna mornarica.
- Kanada: Kraljevska kanadska mornarica.
- Malezija: Kraljevske malezijske zračne snage.
- Nizozemska: Kraljevska nizozemska mornarica.
- Njemačka: njemačka savezna ratna mornarica.
- Pakistan: pakistanska mornarica.
- Poljska: poljska mornarica.
- Portugal: portugalska mornarica.
- Saudijska Arabija: Kraljevska saudijska mornarica.
- Singapur: singapurske zračne snage i singapurska mornarica.
- Španjolska: španjolske zračne snage i španjolska mornarica.
- Tajland: Kraljevska tajlandska mornarica.
- Republika Kina: tajvanske zračne snage i tajvanska ratna mornarica.
- Turska: turske zračne snage i turska ratna mornarica.
- Ujedinjeni Arapski Emirati: ratno zrakoplovstvo UAE-a.
- Ujedinjeno Kraljevstvo: RAF i Kraljevska mornarica.

### Bivši korisnik
- Iran: iranska ratna mornarica. Harpoon rakete su povučene iz arsenala te su zamijenjene ruskim Kh-35 i kineskim C-802 protubrodskim raketama.

## Vanjske poveznice
- Službene informacije o projektilu na web stranici proizvođača
- Detaljne informacije o inačicama i nadogradnjama Harpoona
- FAS.org
- Glabal Security.org